# Impresora láser

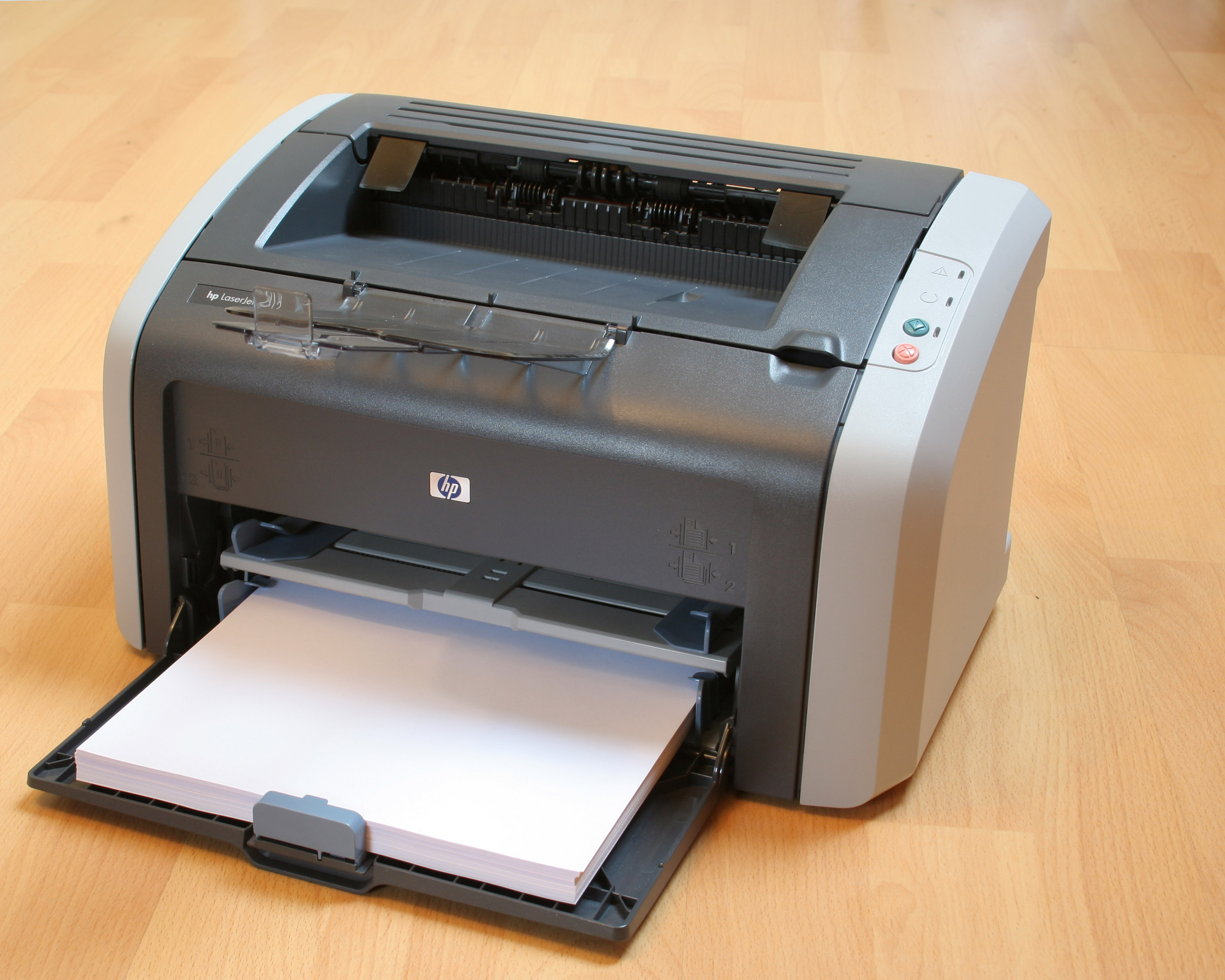
Impresora láser.

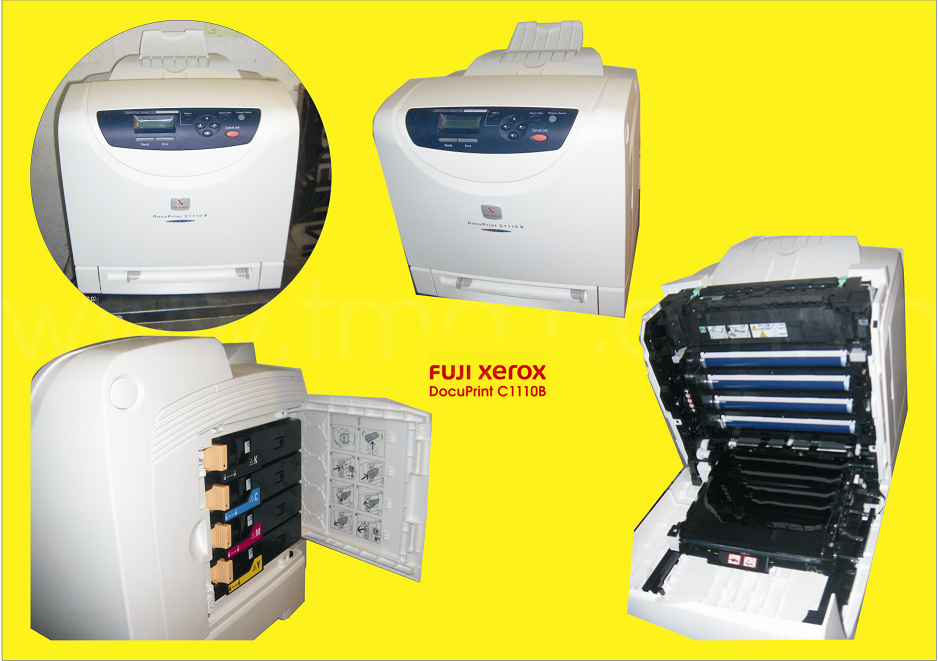
Fuji Xerox colour laser printer C1110B.

Inventada por Gary Starkweather durante la década de 1973 y comercializada por primera vez en 1977, el dispositivo de impresión consta de un tambor fotoconductor unido a un depósito de tóner y un haz láser que es modulado y proyectado a través de un disco especular hacia el tambor fotoconductor. El giro del disco provoca un barrido del haz sobre la generatriz del tambor. Las zonas del tambor sobre las que incide el haz quedan ionizadas y, cuando esas zonas (mediante el giro del tambor) pasan por el depósito del tóner atraen el polvo ionizado de este.
Posteriormente el tambor entra en contacto con el papel, impregnando de polvo las zonas correspondientes. Para finalizar se fija la tinta al papel mediante una doble acción de presión y calor.
Para la impresión láser monocroma se hace uso de un único tóner. Si la impresión es en color es necesario contar con cuatro (uno por cada color base, CMYK).
Las impresoras láser son muy eficientes, y permiten impresiones de alta calidad a notables velocidades, medidas en términos de "páginas por minuto" (ppm).
Este tipo de tecnologías para imprimir puede diferenciarse a partir del balance entre calidad y velocidad de impresión. En cada uno de estos rubros, la tecnología láser se destaca por las prestaciones que alcanza: la calidad de impresión láser supera a la impresión por inyección de tinta; en términos de velocidad, algunas imprimen hasta 12 páginas en color por minuto, mientras otras alcanzan hasta 27 páginas por minuto en impresiones monocromáticas, lo que demuestra el grado de velocidad que estos dispositivos han alcanzado en poco más de 30 años. Si bien es cierto que supera a los modelos de tinta en calidad, hay que considerar que los recambios de las impresoras láser suelen ser más caros para la impresión constante de imágenes. Es por esto que acostumbran a ser más recomendadas para un volumen elevado de documentos en oficinas y lugares de trabajo.
Otro aspecto relevante es la incorporación del Fusor instantáneo. Esta tecnología, desarrollada y patentada por HP, básicamente sustituye la lámpara halógena por el  calentador cerámico y elimina las diferencias de aire entre los cilindros metálicos y el dispositivo de calentamiento.
Con la tecnología de Fusor instantáneo se obtiene mayor velocidad de impresión y economía en el consumo eléctrico. En síntesis:
- Aumenta la productividad con la impresión rápida de la primera. Por ejemplo: en fusores anteriores, para imprimir 5 páginas distintas, eran necesarios 40 segundos para calentar la impresora y 15 para imprimirlas. Con el Fusor instantáneo el calentamiento es de solo 15 segundos y se mantiene el tiempo de impresión.
- Ahorra dinero por su bajo consumo eléctrico.
- Es un sistema más silencioso ya que no utiliza ventiladores de enfriamiento.
- Permite mayor velocidad a la hora de imprimir en modos de "ahorro de energía".

En resumen, el mundo de las impresoras láser gana terreno y transforma el ciclo de la impresión. De acuerdo con estudios de algunas empresas, cuando se utilizan impresoras láser en pequeñas y medianas empresas se consigue una mejor calidad de impresión sobre cualquier papel y se brinda mejor respuesta a ciclos de trabajo exigentes.

## Descripción de la tecnología de impresión láser
El dispositivo central que utiliza este tipo de impresión es un material fotosensible que se descarga con luz, denominado cilindro o tambor fotorreceptor. Cuando es enviado un documento a la impresora, este tambor es cargado positivamente por una corriente eléctrica que corre a lo largo de un filamento y que es regulada mediante una rejilla; a este componente se le denomina corona de carga. Entonces, el cilindro gira a una velocidad igual a la de un pequeño rayo láser, controlado en dirección por un motor con espejos ubicados de manera poligonal en la parte interna de la unidad láser; este pequeño rayo se encarga de descargar (o cargar negativamente) diminutas partes del cilindro, con lo cual se forma la imagen electrostática no visible de nuestro documento a imprimir sobre este fotorreceptor.
Posteriormente el cilindro es bañado por un polvo muy fino de color negro, el cual posee carga positiva y por lo tanto es adherido a las partes que se encuentran con carga negativa en el cilindro. Esto se debe a la ley de cargas, la cual enuncia que cargas iguales se repelen y cargas diferentes se atraen. Las partes cargadas positivamente repelen este polvo llamado tóner —del inglés toner (tinta seca)— con lo cual queda formada la imagen visible sobre el tambor.
En seguida, esta imagen formada en el tambor es transferida al papel por medio de una carga negativa mayor a la que posee el cilindro; esta carga es producida por otra corona denominada de transferencia.
A continuación, el tóner que se transfirió al papel es adherido a este por medio de un par de rodillos, uno encargado de generar calor y el otro con el objetivo de presionar la hoja sobre el anterior; a esta unidad se le denomina de fijado y es el paso final de la impresión láser.
Para regresar al estado inicial, el tóner restante en el cilindro es limpiado por medio de una lámina plástica y al mismo tiempo se incide luz sobre el cilindro para dejarlo completamente descargado.

## Colores en la impresoras láser
Las impresoras láser pueden ser monocromáticas o a color, según el número y tipo de tóneres que empleen. 
Las impresoras láser monocromáticas solo usan un tóner negro y son adecuadas para imprimir documentos de texto con rapidez y bajo costo. Las impresoras láser a color usan cuatro tóneres diferentes: cian, magenta, amarillo y negro (CMYK), que se combinan para crear una amplia gama de colores. Estas impresoras son más caras y complejas que las monocromáticas, pero ofrecen mejores resultados para imprimir gráficos e imágenes.
Al mezclar estos colores en diferentes proporciones, se pueden obtener todos los demás colores del espectro visible. Las impresoras láser a color también pueden ser un poco más lentas en comparación con las versiones monocromáticas debido a cómo funciona el proceso de tóner de color. Para crear color, la mayoría de las impresoras láser color utilizan una combinación de cian, magenta, amarillo y negro.

## Tóxicos del tóner láser
Según algunos estudios, el tóner de las impresoras láser puede emitir partículas ultrafinas al aire cuando se sobrecalienta o se manipula incorrectamente. Estas partículas pueden ser inhaladas o depositarse en la piel, los ojos o la ropa, causando irritación, alergia o problemas respiratorios. Algunas de las sustancias tóxicas y/o cancerígenas que pueden estar presentes en el tóner son: benceno, etilbenceno, tolueno, 1,2-diclorobenceno,1,4-diclorobenceno, trimetilbenceno, estireno, o-xileno, tricloroetileno, acetona, acentofenona, acetato de butilo, butanol, 2-etil-1-hexanol, formaldehído, hexanal, dodecano, hexadecano y pentalmetilheptano.